# 阿方索十三世酒店
阿方索十三世酒店（Hotel Alfonso XIII）是西班牙塞维利亚一个历史悠久的酒店，位于圣费尔南多街，毗邻塞维利亚大学，于1916年到1928年施工，专门为1929年伊比利亚-美洲博览会而建。1929年4月28日正式开业，国王阿方索十三世和王后出席了开业晚宴。

## 链接
- Official site （页面存档备份，存于）